# Soungatcha
La Soungatcha ou Songatcha (en russe : Сунгача ; en chinois : 松阿察河 ; pinyin : Sōngàchá Hé) est une rivière d'Asie qui, le long de son cours, matérialise une partie de la frontière entre la fédération de Russie et la république populaire de Chine. 

## Géographie
Affluent de l'Oussouri, elle est l'unique émissaire du lac Khanka.
Le cours de la Soungatcha est long de 180 km à 210 km (la longueur varie en fonction du remodelage chaque année du lit de la rivière) et draine un bassin d'environ 25 600 km2.
Le bassin de la Soungatcha abrite une faune et une flore particulièrement riche, en particulier le lotus sacré (Nelumbo nucifera).